# William Maule, 1. Earl Panmure
William Maule, 1. Earl Panmure (* 1700; † 4. Januar 1782) war ein britischer Adliger und General.

## Leben
Er war der Sohn des Hon. Harry Maule of Kellie (um 1659–1734), jüngerer Sohn des George Maule, 2. Earl of Panmure, aus dessen Ehe mit Lady Mary Fleming, Tochter des William Fleming, 5. Earl of Wigtown. Sein Vater und dessen älterer Bruder James Maule, 4. Earl of Panmure, beteiligten sich am erfolglosen Jakobitenaufstand von 1715, weshalb die Familie ins Exil in die Niederlande und später nach Frankreich floh. William besuchte dort 1718 die Universität Leiden (1718) und 1719 das Scots College der Universität von Paris. 1719 erwirkte er eine Begnadigung und kehrte nach Schottland zurück.
Im Oktober 1727 trat er in die British Army ein und erwarb ein Offizierspatent als Ensign des 1st Regiment of Foot. 1737 stieg er zum Captain des 25th Regiment of Foot auf, wechselte im selben Jahr als Captain zum 3rd Regiment of Foot Guards und wurde 1741 Lieutenant-Colonel. 1745 wurde er zum Colonel befördert und war von 1747 bis 1752 Colonel des 25th Regiment of Foot, von 1752 bis 1770 Colonel des 21st Regiment of Foot und von November 1770 bis zu seinem Tod Colonel des 2nd Regiment of Dragoons. 1755 wurde er zum Major-General, 1758 zum Lieutenant-General und im April 1770 zum General befördert.
Nach dem Tod seines kinderlosen Onkels, des 4. Earl of Panmure, 1723, und seines Vaters 1734, erwarb er die Ländereien seiner Familie in Forfarshire um den Familiensitz Brechin Castle. Von 1735 bis 1782 war er als Abgeordneter für Forfarshire Mitglied des britischen House of Commons.
Am 6. April 1743 verlieh ihm König Georg II. die erblichen Adelstitel Earl Panmure, of Forth in the County of Wexford, Viscount Maule, of Whitechurch in the County of Waterford, und Baron Maule, of Whitechurch in the County of Waterford. Die Titel gehörten zur Peerage of Ireland und berechtigten parallel zu seiner Tätigkeit im britischen House of Commons zu einem Sitz im irischen House of Lords. Die Verleihung erfolgte mit dem besonderen Zusatz, dass die Titel in Ermangelung eigener männlicher Nachkommen auch an seinen jüngeren Halbbruder John Maule († 1781) und dessen männliche Nachkommen vererbbar seien, der aber kinderlos vor ihm starb.
Er blieb unverheiratet und kinderlos, weshalb seine Titel mit seinem Tod erloschen. Generalerbe seiner Besitzungen wurde sein Großneffe Hon. William Ramsay (1771–1852), der dazu 1782 den Familiennamen „Maule“ annahm, bis 1787 unter der Vormundschaft seines Vaters George Ramsay, 8. Earl of Dalhousie stand und 1831 zum Baron Panmure erhoben wurde.